# Phobetus comatus
Phobetus comatus är en skalbaggsart som beskrevs av Leconte 1856. Phobetus comatus ingår i släktet Phobetus och familjen Melolonthidae. Inga underarter finns listade i Catalogue of Life.